# گری کواتسوورث
گری کواتسوورث (انگلیسی: Gary Coatsworth؛ زادهٔ ۷ اکتبر ۱۹۶۸) بازیکن فوتبال اهل بریتانیا است.
از باشگاه‌هایی که در آن بازی کرده‌است می‌توان به باشگاه فوتبال بارنزلی، باشگاه فوتبال دارلینگتون، و باشگاه فوتبال لستر سیتی اشاره کرد.